# Sheila Sisulu
Sheila Violet Makate Sisulu, geborene Makate, (* 12. April 1948 in Johannesburg) ist eine südafrikanische Bürgerrechtlerin und ehemalige Diplomatin. Seit 2003 ist sie für das Welternährungsprogramm der Vereinten Nationen tätig.

## Biographie

### Frühe Jahre und Kampf gegen die Apartheid
Sheila Makate wuchs in Soweto auf, wo ihre Eltern einen Laden betrieben. Zu dieser Zeit wurde das Apartheidsystem nach und nach durch Gesetze in Südafrika etabliert und verfestigt. Im Jahr 1955 wurde ein getrenntes Bildungssystem in ganz Südafrika eingeführt. Kurz nachdem Sisulu eingeschult worden war, warnte ihr älterer Bruder, der ein Anti-Apartheid-Aktivist war, ihre Eltern, dass Soldaten und Polizei das Township erstürmen würden. Daraufhin behielten ihre Eltern sie zu Hause. Die Polizei ordnete an, dass alle Schüler, die an diesem Tag nicht in der Schule waren, diese nicht weiter besuchen dürften. Erst nach sechs Monaten durfte Makate in die Schule zurückkehren.
Als Sheila Makate zwölf Jahre alt war, wurde sie von einem Lehrer in der Schule belästigt, woraufhin die Eltern sie in ein Mädcheninternat in Swasiland schickten. Dort erhielt sie eine solide Schulausbildung nach britischem Vorbild. Als sie in den Sommerferien nach Südafrika zurückkehrte, empfand sie die Apartheid als besonders demütigend. An ihrem 16. Geburtstag erhielt sie ein Pass Book und war wie alle schwarzen Südafrikaner von nun an verpflichtet, dieses zwecks jederzeitiger Kontrolle stets bei sich zu tragen. Sisulu: „Der ‚Pass‘ identifizierte mich im Land meiner Geburt als Bürgerin zweiter Klasse.“
Sheila Makate beschloss Karriere zu machen und sich gegen das Apartheidsystem zu engagieren. 1974 erwarb sie einen Bachelor in Sprache und Philosophie an der National University of Lesotho. Sie kehrte nach Südafrika zurück und nahm verschiedene Stellen an, die sie aber alle als unbefriedigend empfand. Mitte der 1970er Jahre heiratete sie Mlungsi Sisulu, einen Sohn von Albertina und Walter Sisulu, die beide engagierte Bürgerrechtler und als Weggefährten von Nelson Mandela im African National Congress aktiv waren. Ab 1964 verbrachte Walter Sisulu gemeinsam mit Mandela 25 Jahre auf Robben Island in Haft, Albertina Sisulu stand unter Hausarrest. Da sie ihr Haus nicht verlassen durfte, fand die Trauung von Sheila und Mlungsi Sisulu in einem Zelt auf der Straßenseite gegenüber statt, damit Albertina Sisulu die Zeremonie beobachten konnte. Das Paar bekam drei Kinder.
1974 nahm Sisulu eine Stelle als Lehrerin für das South African Committee for Higher Education (SACHED) an, eine Nichtregierungsorganisation, die sich unter anderem um schwarze Schüler kümmerte, die nicht die schlechten staatlichen Schulen für Schwarze besuchen wollten. 1976 erließ die südafrikanische Regierung eine Vorschrift, wonach in Schulen in Afrikaans unterrichtet werden mussten, eine Sprache, die viele Schwarze nicht beherrschten. Dieser Erlass führte zu Unruhen in Soweto und anderen schwarzen Townships. Sisulu bot daraufhin Kurse für schwarze Schüler an, damit sie die Prüfungen bestehen konnten, die für den High-School-Abschluss und den Zugang zu einer weiteren Bildung im Hochschulsektor erforderlich waren. Alle Schüler, die Sisulus Kurs besuchten, bestanden die Prüfungen. Für Schüler in ländlichen Gegenden bot sie eine Betreuung im Fernstudium an und gründete eine Zeitschrift.
Von 1988 bis 1991 arbeitete Sheila Sisulu für den Südafrikanischen Kirchenrat (SACC), der sich offen gegen die Apartheid aussprach und die Diskriminierungen von Schwarzen weltweit bekannt machte. Anschließend leitete sie das Joint Enrichment Project, ein Projekt, das junge Schwarze auf die Zeit nach Beendigung der Apartheid vorbereiten sollte. Um diese Aufgabe zu meistern, schloss Sisulu einen weiteren Bachelor in Pädagogik an der University of Witwatersrand ab, machte eine vierwöchige Reise durch US-amerikanische Schulen und gab in Zusammenarbeit mit der Community Agency for Social Enquiry ein Forschungsprojekt über die Benachteiligung von schwarzen Jugendlichen in Südafrika in Auftrag. Dessen Ergebnisse wurden 1993 unter dem Titel Youth, Education and Work veröffentlicht.

### Ende der Apartheid und neue Wege
1994 wurde mit den ersten freien Wahlen für alle Südafrikaner das Ende der Apartheid besiegelt. Sheila Sisulu berichtete in einem Interview mit der Zeitschrift Ebony, dass sie sich nach ihrer Stimmabgabe „wie eine Braut“ gefühlt habe. Von 1994 bis 1997 war sie als Beraterin des National Minister of Education tätig. 1997 wurde sie südafrikanische Generalkonsulin in Washington, D.C. mit der Aufgabe, ausländische Investoren für Südafrika zu interessieren. Zwei Jahre später wurde sie zur südafrikanischen Botschafterin in den Vereinigten Staaten ernannt und damit erster schwarzer Botschafter ihres Landes in den USA.
Ab 2003 war Sisulu stellvertretende Direktorin des Welternährungsprogramms der Vereinten Nationen (WFP) für Politik und externe Angelegenheit, 2008 wurde sie stellvertretende Direktorin der WFP-Abteilung für Hungerlösungen.

## Auszeichnungen
1993 wurde Sheila Sisulu mit dem Nedbank Femina Award ausgezeichnet und 1998 mit dem South African Women for Women Education Award. Sie erhielt Ehrendoktortitel der Universitäten Maryland und der City University of New York. Die Rhodes University verlieh ihr im April 2017 ebenfalls einen Ehrendoktor in Würdigung ihres Engagements bei der Förderung der Ernährungssicherheit für gefährdete Gemeinschaften in der ganzen Welt.

## Persönliches
Ihr Ehemann war nach 1994 in Orlando West (Soweto) für den ANC tätig und betrieb bis zu seinem Tod dort ein Einzelhandelsunternehmen. Er starb am 13. Oktober 2015 an einem Krebsleiden im Donald Gordon Hospital von Johannesburg.